# Els nois del carrer Pál
Els nois del carrer Pál és una novel·la de Ferenc Molnár. Es va publicar per primera vegada l'any 1906 en una revista juvenil anomenada "Tanulók Lapja”. Més tard, l'any 1907 es va publicar en forma de llibre per Societat Franklin.
És una de les novel·les hongareses més coneguda i llegida a l'estranger.
A Hongria, és una lectura obligatòria en el cinquè grau de primària, i en altres països es recomana. Segons els lectors, la trama de la novel·la tracta sobre situacions que poden passar en la vida de qualsevol persona en qualsevol lloc del món.

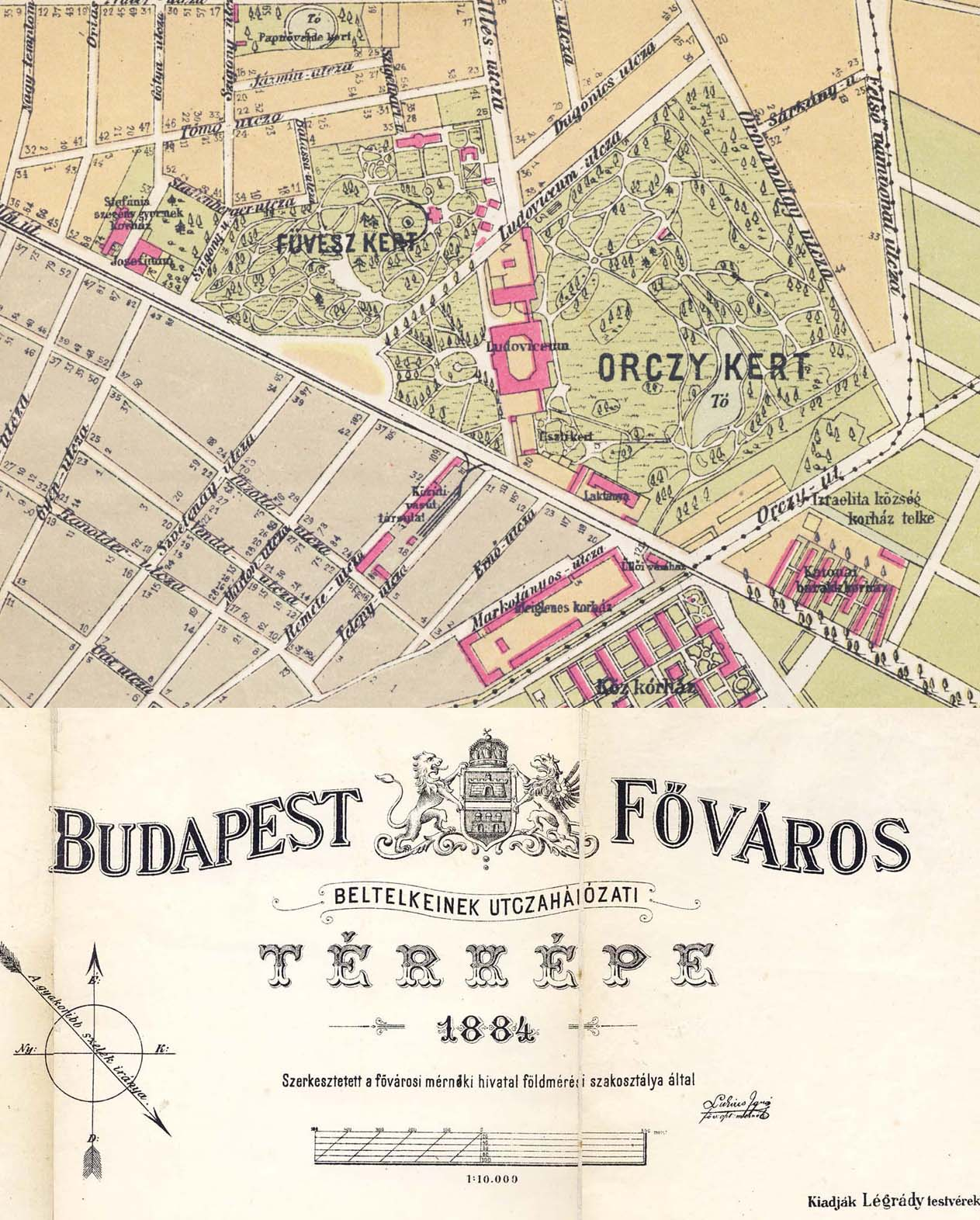
Mapa de Budapest (1884)

Els personatges principals de la novel·la presenten un comportament que reflecteix el comportament humà en diferents situacions de la vida.

## Autor
Ferenc Molnár, pseudònim de Ferenc Neumann, va néixer a Budapest, Hongria, l’any 1878 i va morir a Nova York, Estats Units, l’any 1952. Va ser un dramaturg i novel·lista, conegut especialment per les seves obres de teatre i els seus relats curts d’estil elegant precís.
Va estudiar dret a Budapest hi ha Ginebra mentre feia de periodista, i més tard es va formar en el món artístic. Una de les seves primeres obres que van rebre més reconeixement va ser la novel·la: Els nois del carrer Pál (1907).

## Argument
La novel·la Els nois del carrer Pál està ambientada l'any 1889 en els carrers de Budapest. Un grup de nois liderat per en Boka, lluiten per defensar el terreny en el qual solen jugar. S'enfronten a la banda del Jardí Botànic, qui volen aconseguir el terreny que ells anomenen "grund". La batalla es converteix en una lluita entre dos grups en el que han de demostrar l'honor i la lleialtat, l'estratègia i l'astúcia per obtenir la victòria. Els joves van descobrint la vida a través de l'amistat, el sacrifici i el perdó, i aprenen que perdre és dolorós, però que guanyar també pot ser-ho.

### Capítol l
És un dia d'escola. Els alumnes esperen ansiosament que la classe acabi. Un dels nois escriu en un paper "reunió general a les tres de la tarda, eleccions presidencials sobre el terreny". El paper arriba a Boka, el líder dels nois del carrer Pal. Sona el timbre i tots els nois surten al carrer. Un dels nois, Nemecsek, va a jugar amb uns amics a les bales a un jardí. Els germans Pastor, dos membres de la banda dels camises vermelles, es troben amb ells. En veure a Nemecsek un noi petit i dèbil li prenen les boles a la força. Allò és considerat una declaració de guerra (einstand). Més tard, en la reunió en el ground, Nemecsek explica el que ha passat i tots els nois s'indignen per la injustícia.

### Capítol ll
L'endemà hi ha una altra reunió per contar els vots per a decidir el president. Nemecsek és el primer a arribar en el terreny que pertany als nois del carrer Pál. Els nois van construir un fort damunt d'unes fosses de fusta. Una bandera vermella i verda marca el seu territori. Mentre Nemecsek espera que la germana d'un dels nois porti la nova bandera cosida per ella, veu el terrible Feri Áts, el líder de l'enemic (els camises vermelles). Porta la bandera a la mà. Li ha pres a la petita Rossa.
Quan la resta de nois arriben, Nemecsek els explica el succeït. Boka els organitza una nova bandera. Finalment, trien un president (el barret de Csele és l'urna). János Boka obté 11 vots i Dezsó Geréb 3. Immediatament, Boka pren la decisió de venjar-se dels camises vermelles. Decideix que els farà una visita inesperada abans que tornin.

### Capítol lll
Entre tots els membres, preparen un pla de guerra. Tres nois (Boka, Csónakos i Nemecsek) van al Jardí Botànic (terreny dels camises vermelles). És de nit. Tenen pensat arribar a l'illa (punt de trobada de l'enemic) per escoltar el pla que trama l'enemic. El Jardí està rodejat per un mur de pedra. Entre els tres troben la manera de saltar-lo. Hi ha dues camises vermelles de guàrdia al pont que travessa el llac fins a l'illa. Quan fan el canvi de torn aprofiten per pujar a una barqueta i comencen a remar. Nemecsek cau a l'aigua accidentalment, però torna a pujar ràpidament per no ser descobert. Un cop arriben, s'amaguen per escoltar la conversa. Descobreixen que un dels seus amics i membre dels nois del carrer Pál és un traïdor. Geréb. Els està explicant que tenen planejat venir a espiar-los. Immediatament, els tres nois apaguen el llum, però ja és massa tard. Els han descobert. Els camises vermelles comencen a perseguir-los. Els tres nois arriben a la barqueta i remen cap a la costa. Un cop allà se separen i s'amaguen per l'hivernacle. Nemecsek no troba altre lloc que l'estany dels peixos. Els nois que els persegueixen no aconsegueixen trobar-los així que decideixen tornar. Els nois del carrer Pál se'n surten amb la seva i tornen cap a casa seva.

### Capítol lV
L'endemà, quan les classes acaben, Boka comunica als nois del carrer Pál que a les dues de la tarda hi haurà un debat per parlar sobre la missió als Jardins Botànics del dia anterior. El professor Rácz crida als nois, excepte en Boka. Es treuen el segell, la bandera i un gran munt de massilla. L'associació és dissolta pel professor. A l'assemblea convocada per en Boka, Nemecsek veu a en Geréb. Decideix abandonar l'assemblea i seguir-lo d'amagat. Els nois creuen que ha fugit i el declaren traïdor. Mentrestant, Nemecsek descobreix que Geréb està oferint un cigar a Jano (el conserge del seu terreny) a canvi que faci fora els nens del carrer Pál. Nemecsek decideix tornar per explicar la notícia a Boka. Els dos corren darrere del traïdor. Boka crida el seu nom i Geréb es gira rient. Desapareix per un carrer. Nemecsek comença a plorar i en Boka s'aguanta les llàgrimes.

### Capítol V
Al cap de dos dies, Geréb és acceptat oficialment en la banda dels camises vermelles per haver aconseguit fer fora els nois del carrer Pál del terreny. Feri Áts, el líder de la banda, li dona la mà i el felicita per la feina que ha fet. Nemecsek segueix molt enfadat i trist. Està refredat des del dia que va anar al Jardí botànic i va acabar dos cops sota l'aigua freda. Decideix demostrar que encara no està disposat a rendir-se. Trona tot solet al terreny del Jardí Botànic i aconsegueix robar la bandera dels camises vermelles. El noi es revela. A Feri li agrada el caràcter del nen petit i vol acollir-lo, però Nemecsek es nega. Els dos germans Pastor li treuen la bandera de les mans i el banyen el llac fred. L'indefens nen no diu res i ho tolera. Surt de l'aigua i camina pel pont per arribar on està Feri. Els nois li demostren el seu respecte per la seva heroïcitat. Els dos germans són ordenats a banyar-se en el llac com a càstig.

### Capítol Vl
Es declara la guerra pel terreny entre les dues bandes. Boka té com a ajudant al petit Nemecsek, qui està molt malalt i té atacs de tos. El president explica als membres del grup l'estratègia per a la batalla. En Geréb, a qui tots el consideren un traïdor, se'n penedeix de les seves accions i vol tornar a formar part del grup dels nois del carrer Pál. Els nois es neguen i ell se'n va plorant. El pare de Geréb es presenta allà i pregunta si el seu fill és de veritat un traïdor. En Nemecsek respon que no, però amb prou feines és conscient que diu. Té molta febre i pateix al·lucinacions. En Geréb se'n va content. El líder deixa clar que el qui no es presenti demà per a lluitar contra els camises vermelles serà considerat un covard de per vida. Boka acompanya a Nemecsek a casa, qui cada cop està pitjor.

### Capítol Vll
L'estat de Nemecsek empitjora. Boka es posa a plorar quan veu que està tan malalt. L'endemà, els nois del carrer Pál reben una carta de Geréb dient que el seu pare li ha regalat el seu llibre preferit de Jules Verne. Per demostrar que no és un traïdor, li regala el llibre a Nemecsek com a senyal d'agraïment. Els camises vermelles descobreixen que Nemecsek està tan malalt i decideixen ajornar el seu atac. En Geréb sent la seva conversa i explica tot el que sap al grup de Boka. Boka, amb l'acord dels altres nois, conclou que en Geréb no menteix, així que l'accepten de nou al grup.
Els missatgers dels camises vermelles van al pati per declarar la guerra i establir les regles de la guerra. Després d'això van a casa de Nemecsek i es disculpen per tot el que li van fer.

### Capítol Vlll
La batalla comença com s'imaginaven els nois del carrer Pál. Els camises vermelles ataquen però amb l'ajuda de les bombes de sorra els nois del carrer Pál els tanquen en una petita barraca. L'altra part de la banda del Jardí Botànic és liderada per Feri Áts, qui decideix deixar de banda les regles i fa esclatar una gran baralla a cops de puny. Feri aconsegueix arribar a la barraca i intenta alliberar els nois. De cop aparèix Nemecsek. Li dona una puntada de peu a Feri tirant-lo així a terra i després es desmaia. Tot el caos es deslliga i els nois del carrer Pál ho fan servir per expulsar els camises vermelles. Entre tots agafen a Nemecsek del terra. Ell els diu que havia sentit una veu dins del seu cap que li deia que és el seu deure ajudar els seus amics fins al final.

### Capítol lX
La mare d'en Nemecsek arriba i se l'emporta a casa. Boka intueix el pitjor final per al seu amic Nemecsek. Feri Áts se sent molt culpable de tot, així que va a demanar disculpes a Boka. Boka va a visitar en Nemecsek a casa seva i li explica tot sobre la seva disculpa i que el grup dels nois del carrer Pál l'han nombrat president per la seva heroïcitat. Tothom està molt trist perquè saben que Nemecsek no sortirà amb vida. Està delirant abans de trobar finalment la pau.

### Capítol X
Després de la mort de Nemecsek, Boka està molt trist. Els nois del carrer Pál no arriben a temps per a acomiadar-se d'ell. Boka es dirigeix cap al pati pel qual lluitaven tant. Veu un enginyer mesurant el camp perquè hi vol construir un edifici. Boka es dona comte que tot ha sigut per res i per primera vegada descobreix què és realment la vida.

## Personatges principals

### Nemecsek Ernő
Aquest personatge és un heroi en aquesta novel·la. És l'únic privat de la banda dela nois del carrer Pál. Els seus companys l'acusen falsament de traïdor i el fan avergonyir. Escriuen el seu nom a l'informe en minúscules: Ernő Nemecsek, traïdor. És el noi més petit i menut de tots. És tímid, però no covard. Quan li roben la bandera de terra decideix recuperar-la. Durant les aventures al Jardi Botànic entra a l'aigua tres vegades per aconseguir informació de la banda rival, però dies després cau amb una pneumònia. El dia de la batalla es troba a casa seva, té molta febre. Tot i això, sent que s'ha d'anar a ajudar perquè el terreny no és un simple pati per a ell, sinó pàtria. És ell, el més petit i el més dèbil dels nois qui decideix la "batalla".
Nemecsek és el símbol de l'autosacrifici i el coratge heroic de la gent normal quan assumeix la responsabilitat de la pàtria i la lleialtat. Els seus companys no l'entenen, el deixen de banda, el fan avergonyir i només s'adonen de la seva grandesa humana després de la seva mort.

### Boka János
Boka János és el líder dels nois del carrer Pál. Té catorze anys, però mostra una gran maduresa, prudència i serenitat. És un noi amable, sensible i intel·ligent. Sempre expressava les seves opinions amb veu profunda i amable. No parla mai de temes trivials i no busca problemes. Quan nota que el conflicte entre els seus companys empitjora, intenta trobar la manera de fer que es reconciliïn. Els seus amics el veuen com un noi molt respectable, digne i just en tot moment.
Mai deixa caure la seva confiança, i davant una amenaça mostra el seu sentit estratègic i prepara molt bé la defensa per a guanyar a la batalla entre la banda del Jardí Botànic.
Boka János representa la figura positiva d'una persona. És la imatge d'una persona lleial, honorable, valenta i justa.

### Geréb Dezső
Geréb és un dels nois que pertany al grup dels nois del carrer Pál. Després d'enfadar-se amb Boka János, el líder del grup, traeix als seus amics i s'uneix a la banda dels camises vermelles. Finalment, se'n penedeix de les seves accions i lluita heroicament al costat de la gent del carrer Pál a la batalla final per intentar recuperar el seu honor.

### Feri Áts
Aquest personatge és el líder de les camises vermelles. És un noi madur, valent, poderós i amb caràcter. En tot moment lidera el seu grup per intentar aconseguir el ground. Feri Áts és més que un noi de la guerra, és un nen del carrer o un estudiant mandrós que fins i tot és expulsat de l’Institut. La seva maduresa es demostra al final de la novel·la, després de perdre la guerra pel terreny, quan deixa de banda qualsevol possible ràbia, orgull, i remordiment i va a casa de Nemecsek (el noi malalt del grup dels nois del carrer Pál) per preguntar sobre el seu estat i oferir la seva ajuda

## Ubicacions
La novel·la va ser escrita l'any 1906 i publicada l'any 1907, transcorre durant la infantesa de l'autor en llocs que encara avui es poden trobar a Budapest. La ciutat ha canviat des d'aleshores. Quan es va escriure la novel·la, l'aspecte dels carrers era d'un altre segle.
L'autor va viure a József körút 83 durant la seva infantesa. Aquest és un dels pocs edificis entre Üllői út i Pál utca, que encara es conserven pràcticament igual. Part de la novel·la transcorre a la cantonada de l'actual carrer Pál és Mária, i en el carrer Endre Hogyes. El lloc de l'antic grund es troba a només 80-100 metres de la residència infantil de l'autor.
La ubicació del llac (lloc on la banda dels camises vermelles tenen el seu punt de trobada), va ser identificat on es troba l'actual Museu de Ciències Naturals, i el lloc de l'einstand és avui en dia el jardí del Museu Nacional.
Al carrer Práter núm.11 es troba l’escultura representativa dels nois del carrer Pal, creada l’any 2007 per l’escultor Peter Szanyi. L'estàtua mostra un grup de nois jugant a les boles amb altres dos nois mirant-los de manera amenaçadora, representa “ l'einstand", una escena d'assetjament de la novel·la.
La ubicació de l’obra es troba a l’entrada de l’escola on van assistir els nois en la novel·la, Práter Általános.

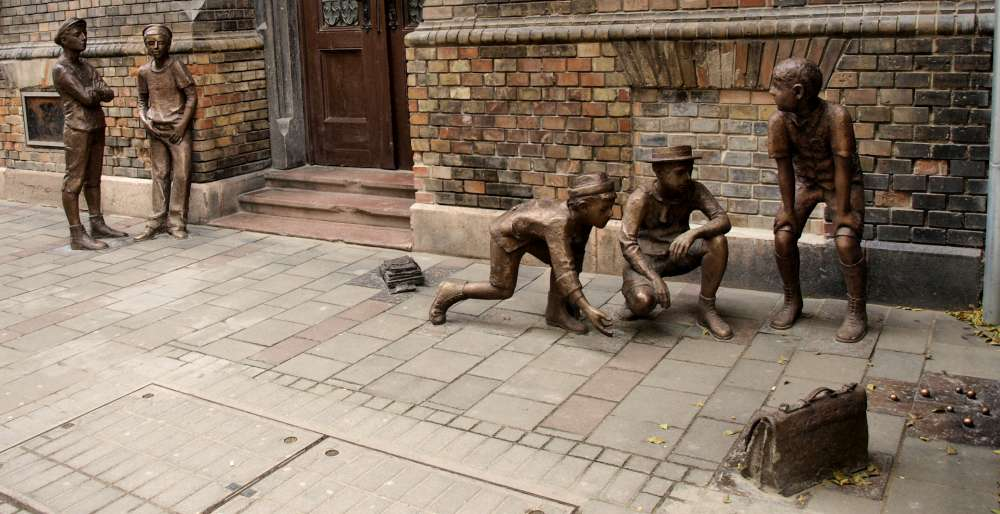
Escultura representativa dels nois del carrer Pál. Obra de Peter Szanyi.

## Adaptacions cinematogràfiques
- Pál Street Boys (1917), pel·lícula de Béla Balogh (no conservada)[10]

- Pál street boys (1924) pel·lícula de Béla Balogh[11]

- No Greater Glory (1934), pel·lícula nord-americana de Frank Borzage[12]

- I ragazzi della via Paal (1935), pel·lícula d'Alberto Mondadori i Mario Monicelli[13]

- A Pál-utcai fiúk - film (Hungría-Estados Unidos, 1969), dirigida per Zoltán Fábri[14]

- The Pál Street Boys (2003), una pel·lícula de Maurizio Zaccaro[15]

- A Pál-utcai fiúk - TV film (2005), dirigida per Ferenc Török[14]

## Traduccions internacionals
Aquest llibre ha estat traduït a 32 llengües internacionals d’arreu del món:
- Djemtë e rrugës Pal és Çunat e rruges Pal (albanès)
- The Paul Street Boys és No Greater Glory (anglès)
- Момчетата от Павловата улица [Momcsetata ot Pavlovata ulica] és Момчетата от улица Пал [Momcsetata ot ulica Pal] (búlgar)
- Chlapci z Pavelské ulice vagy Hoši z Pavelské ulice (txec)
- La knaboj de Paŭlo-strato (esperanto)
- Pál-tänava poisid (estonià)
- Koulupoikia (kirja Pál-kadun pojista) (finès)
- Les garçons de la rue Pál és Les gars de la rue Paul (francès)
- Paliskuzeli bizebi (georgià)
- מחנים Máhánájim (hebreu)
- De jongens van de Pálstraat (holandès)
- Junaci Pavlove Ulice és Dječaci Pavlove ulice (croata)
- パール街の少年たち Pārugai no shōnentachi (japonès)
- 팔 거리의 아이들 Phal korii aidul (coreà)
- Chłopcy z Placu Broni (polonès)
- Palo gatvės berniūkščiai (lituà)
- Decata od Pavlovata ulica (macedoni)
- Die Jungen der Paulstraße (alemany)
- Kampen om løkka (noruec)
- I ragazzi della via Pal és I ragazzi della via Paal (italià)
- Мальчишки с улицы Пала [Malcsiski sz ulici Pala] (rus)
- Pal csampu teghake[12] (armeni)
- Os meninos da rua Paulo (portuguès)
- Băieţii din strada Pal (romanès)
- Los chicos de la calle Paul (castellà)
- På liv och död (suec)
- Junaci Pavlove Ulice és Дечаци Павлове улице / Dečaci Pavlove ulice (serbocroata)
- Chlapci z Pavlovskej ulice (eslovac;  Stream Maurus)
- Dečki Pavlove ulice (eslovè)
- Pal Sokağı Çocukları és Pal Sokağının Çocukları (turc)
- Хлопці з вулиці Пала [Hlopci z vulüci Pala] (ucraïnès)
- Những cậu con trai phố Pál és Những cậu con trai phố Pan (vietnamita)